# Hypanthidioides colombiae
Hypanthidioides colombiae là một loài Hymenoptera trong họ Megachilidae. Loài này được Schwarz mô tả khoa học năm 1933.